# Male (België)
Male is een oud gehucht in de Belgische provincie West-Vlaanderen en thans een wijk in de stad Brugge. Het ligt tussen Sijsele en Sint-Kruis (Brugge), op het grondgebied van Sint-Kruis, in de rand van de stedelijke agglomeratie van Brugge.

## Geschiedenis
Male was in de middeleeuwen een heerlijkheid in het zuidoosten van Brugge. De naam kan afkomstig zijn van "mallum", een met stenen afgezette plaats waar recht wordt gesproken, of van het Germaanse "malhof", een lager gelegen plaats. In het bosrijke gebied stond het kasteel van Male. Het werd in de twaalfde eeuw gebouwd en volgens de legende in 1166 door Thomas Becket, de aartsbisschop van Canterbury, ingezegend. Later werd het onder Filips van de Elzas (1142-1191) een grafelijk bestuurlijk centrum. In de dertiende eeuw werd het kasteel enkele keren veroverd en geplunderd.
Naast grafelijke residentie was Male ook van belang bij de ontwikkeling van de stad Damme. In 1269 werd een loden pijp van 4200 meter aangelegd van de Malevijver tot Damme. Deze pijp voorzag de Brugse voorhaven van drinkbaar water tot in 1656.
Een belangrijke figuur uit de geschiedenis van Male was Lodewijk van Male (geboren in 1329), die de 24ste graaf van Vlaanderen werd. Hiervan getuigt nog de Lodewijk Van Malestraat, de weg die tussen de ook historisch belangrijke Brieversweg en de Maalse Steenweg ligt.
In de loop der jaren werden verschillende stukken grond van het kasteel weggeschonken aan religieuze instellingen, maar ook aan particulieren, waardoor verschillende hofsteden ontstonden. In de veertiende eeuw was al de helft van het grafelijk domein in particuliere handen en verdeeld in kleinere percelen. Male kreeg in 1560 het statuut van baronie.
Gedurende het ancien régime was Male een contribuant van het Brugse Vrije en had bestuurlijke en rechterlijke vrijheid. Het dorp had een eigen stad- of schepenhuis, een galg, schandpaal en gevangenis.
Na de Franse Revolutie in 1789 schafte de Franse overheid de heerlijkheden Malen, Viven en Sijsele af, en vervielen de feodale rechten. Vanaf 1795 werd Sint-Kruis een zelfstandige gemeente, waarvan Male een onderdeel werd. In 1971 werd Sint-Kruis uiteindelijk bij de stad Brugge gevoegd.
In 1954 werd het kasteel een abdij. In 2011 verkochten de laatste zusters de abdij aan een privépersoon. In oktober 2013 verlieten zij hun klooster en vestigden zich in Sint-Pieters-Brugge.
Pas in 1961 werd de parochie opgericht, met als beschermheilige Thomas van Kantelberg. De kerk werd pas in 1995 gebouwd. Tot die tijd werd de eucharistie gevierd in een noodkerk in het parochiaal centrum 't Couvent.
De wijk bestaat vandaag de dag voornamelijk uit groene verkavelingen, maar de oude voormalige dorpskern, met enkele deels bewaarde oude hoeves, bestaat nog steeds.

## Bezienswaardigheden
De site van het kasteel is beschermd als monument, maar ook het oude gehucht Male is als dorpsgezicht beschermd.

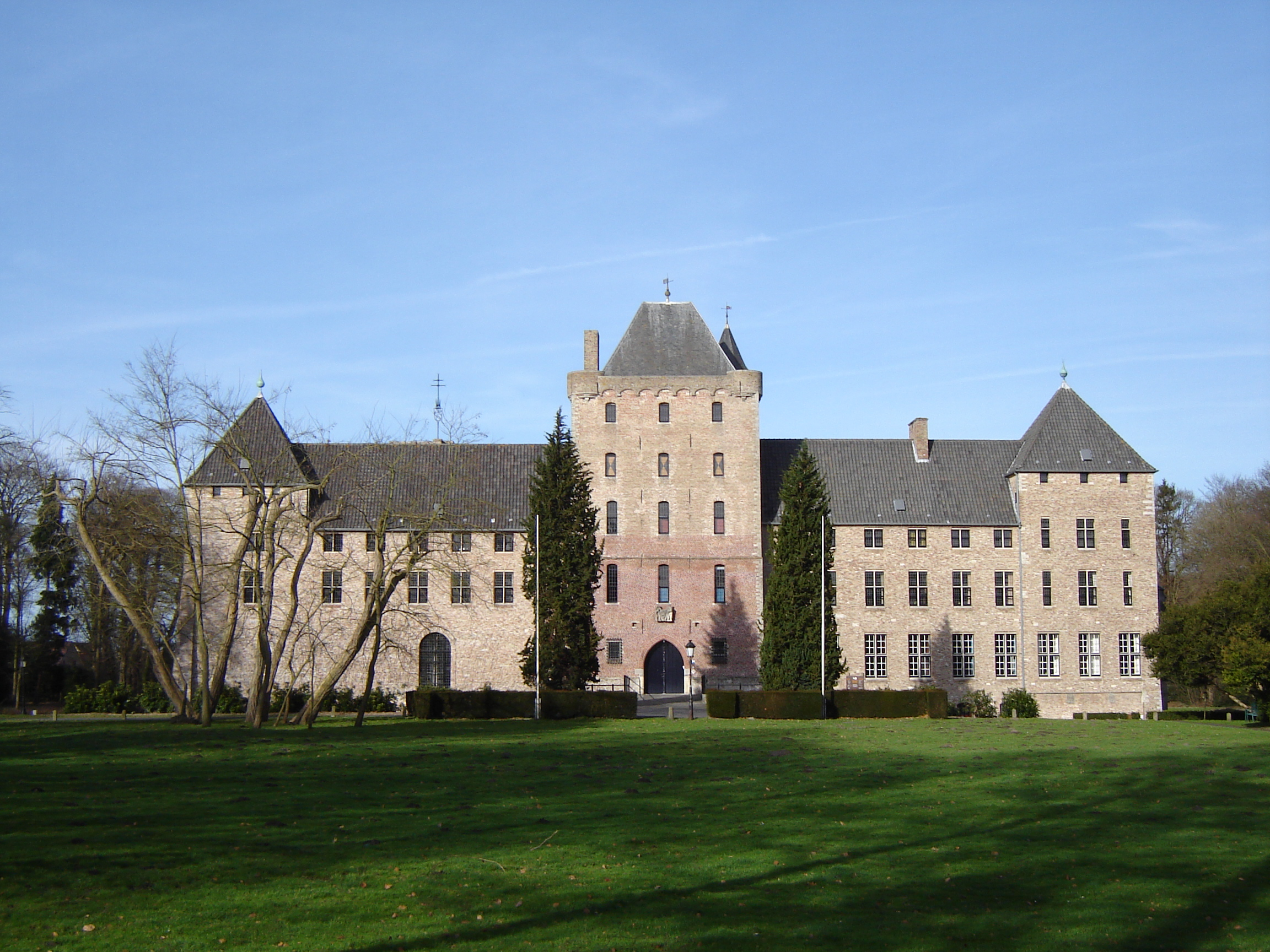
Kasteel van Male (Sint-Trudoabdij)
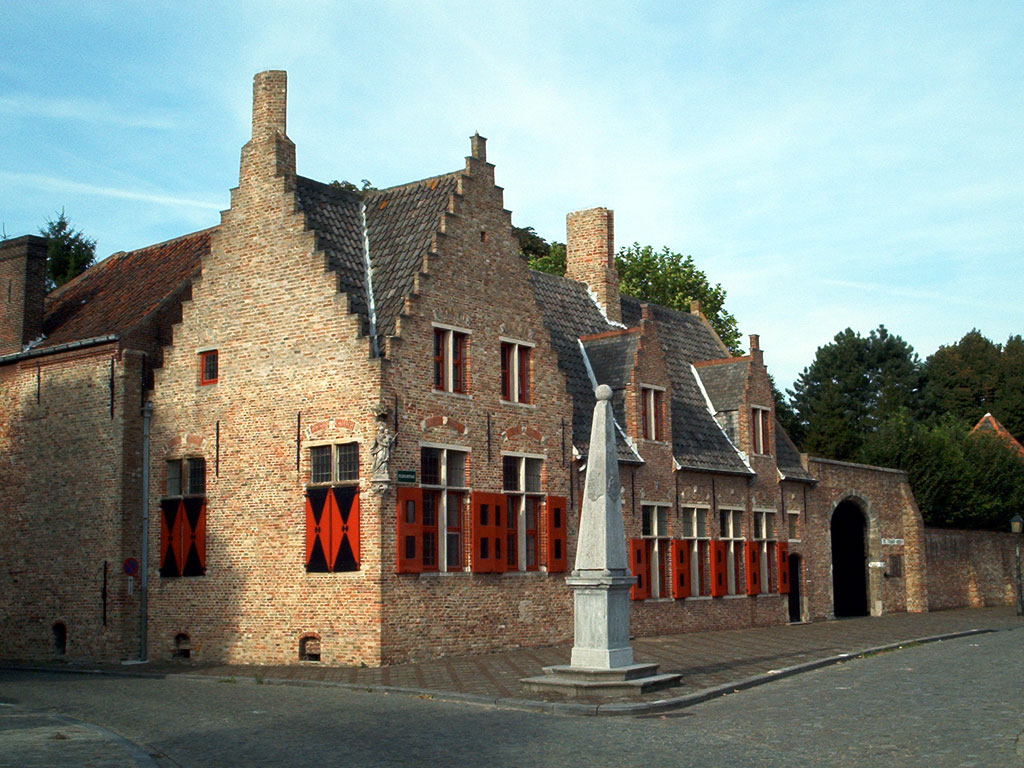
Voormalig schepenhuis en schandpaal
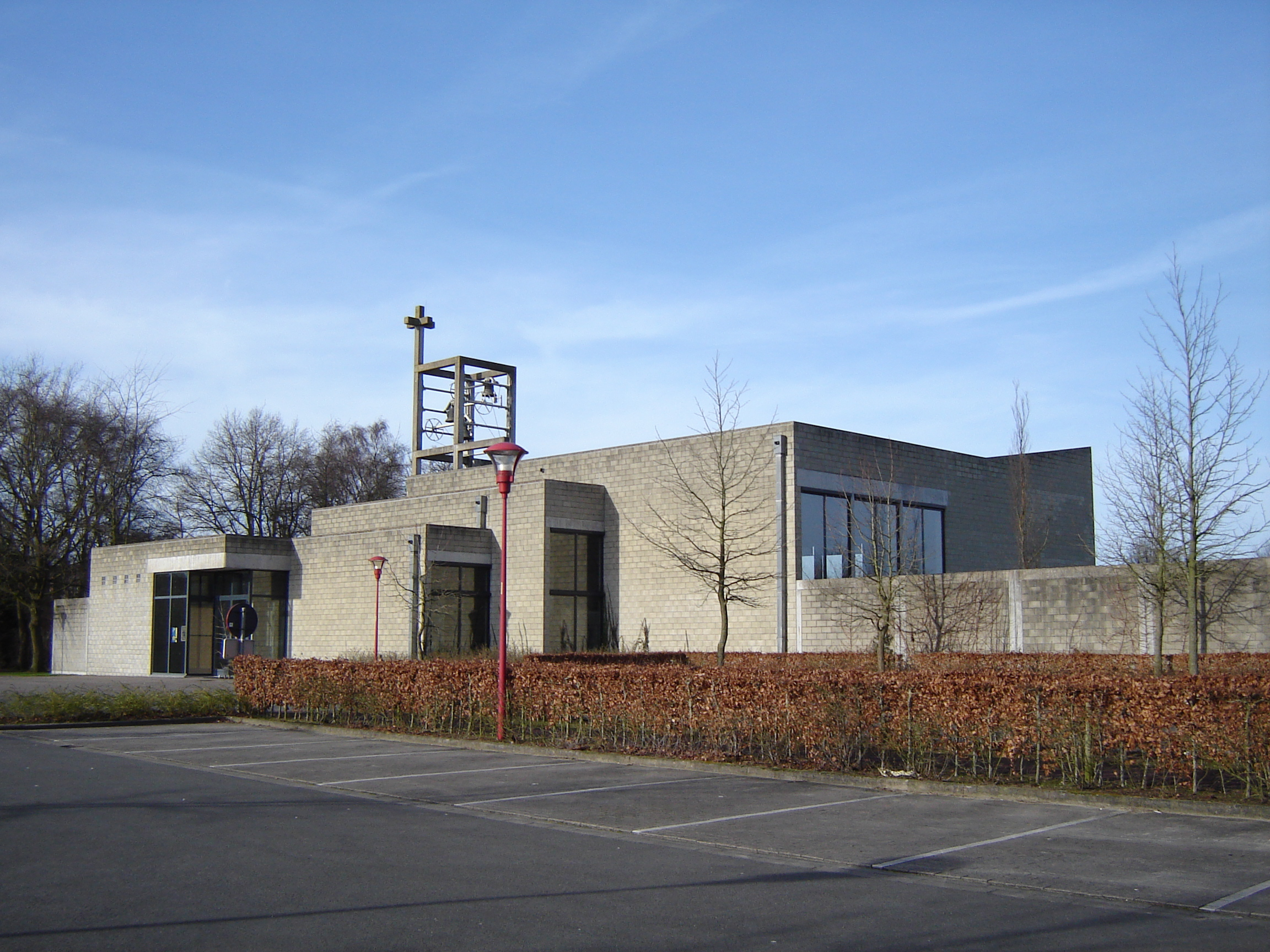
Sint-Thomas van Kantelbergkerk

## Sport
- De wijk heeft een eigen voetbalclub, Jong Male VV, die uitkomt in de provinciale reeksen. De club speelt thuis op een terrein aan de Brieversweg.
- Krachtbalclub, KBC Male speelt in Eerste Nationale. De club slaagde erin om in het seizoen 2005-06 kampioen te worden. In het seizoen 2009-10 werden ze opnieuw kampioen en wonnen ze ook de beker. De thuiswedstrijden worden gespeeld op het terrein aan de Brieversweg.

## Verkeer en vervoer
De belangrijkste verkeersas in Male is de Maalse Steenweg (N9), die langs de zuidrand van de wijk loopt.
Lijn 6 van de Brugse stadsbussen bedient het noorden van de wijk, de streeklijnen 58 en 58s het zuiden.